# Valentin Schacht
Valentin Schacht (* 14. Februar 1540 in Stargard; † 12. Juni 1607 in Rostock) war ein deutscher Theologe und Hochschullehrer.

## Leben
Der Sohn des Stargarder Senators Matthaeus Schacht besuchte die Schule in Magdeburg und studierte ab 1560 in Rostock. Im Oktober 1563 wurde er Magister der freien Künste und hielt seitdem Vorlesungen. 1565 floh er vor der Pest nach Greifswald, folgte aber bereits Ende des Jahres dem Ruf als Diakon an St. Jakobi in Rostock. Er heiratete Margarethe Hoeppner (1542–1609). 1570 wurde er zum Professor der Theologie ernannt. 1573 wurde Schacht Archidiakon und 1595 Pastor an St. Jakobi.
In den Wintersemestern 1570, 1582, 1588, 1594 und 1600 wurde Valentin Schacht zum Rektor der Universität gewählt.
Seine Tochter Ursula (1567–1631) heiratete den Rostocker Theologieprofessor David Lobech, seine Tochter Anna heiratete im Juni 1594 den Rostocker Dichter Martin Brasch.